# Мартынов, Александр Сергеевич
Алекса́ндр Серге́евич Марты́нов (род. 25 июля 1948) — советский и российский актёр театра и кино, заслуженный артист РСФСР (1984).

## Биография
Александр Мартынов родился 25 июля 1948 года.
В 1967 году дебютировал в кино, исполнив роль Зернова в фильме Исидора Анненского «Татьянин день».
В 1972 году окончил Школу-студию МХАТ (курс В. П. Маркова).
С 1973 по 1994 год работал в театре имени В. Маяковского.

## Признание и награды
- Заслуженный артист РСФСР (1984)

## Фильмография
- 1967 — Татьянин день — Зернов
- 1968 — Пассажир с «Экватора» — Марат
- 1969 — Трое — Павел Грачев
- 1972 — Право на прыжок — Виктор Мотыль
- 1974 — Совесть — инспектор МУРа Евгений Ковецкий
- 1976 — Такая она, игра
- 1977 — Чао! — Венсан
- 1978 — Пробивной человек
- 1978 — Москва. Чистые пруды — Жигулин
- 1980 — Расследование — Скопов
- 1980 — Миллионы Ферфакса — Рассел Джонс
- 1980 — Гость
- 1981 — Право на выстрел — старпом
- 1981 — Родственники (телеспектакль) — Заплатин
- 1983 — Военно-полевой роман — комбат
- 1983 — Петля — Мухин
- 1985 — Дикий хмель — Андрей Буров
- 1985 — Битва за Москву — генерал-майор Копец
- 1987 — Случай из газетной практики — Алексей Кривцов
- 1988 — Бич Божий — Валерий Куненко
- 1990 — Хомо новус — отец Вани
- 1990 — Сестрички Либерти — Вадим
- 1990 — Потерпевший — Кузьмин
- 1990 — Дрянь — Лёня
- 1990 — Твоя воля, господи! — Павел
- 1991 — Тёмные аллеи
- 1991 — Телохранитель — Виктор
- 1991 — Звезда шерифа — Энтони Демарко
- 1992 — Хэлп ми
- 1992 — Убийство на Ждановской — Олег Дмитриевич Кравец, полковник КГБ СССР
- 1992 — Крысиный угол — Иван Троицкий
- 1992 — Игра всерьёз — Лерик
- 1992 — Ваш выход, девочки…
- 1993 — Трагедия века — генерал Копец
- 1993 — Зачем алиби честному человеку? — Крохалев
- 1993 — Твоя воля, господи! — Павел
- 1993 — Золото партии — Виктор
- 1999 — Поворот ключа
- 2008 — Псевдоним Албанец 2 — Андрей Борисович Реутов, олигарх